# Santa Maria della Febbre

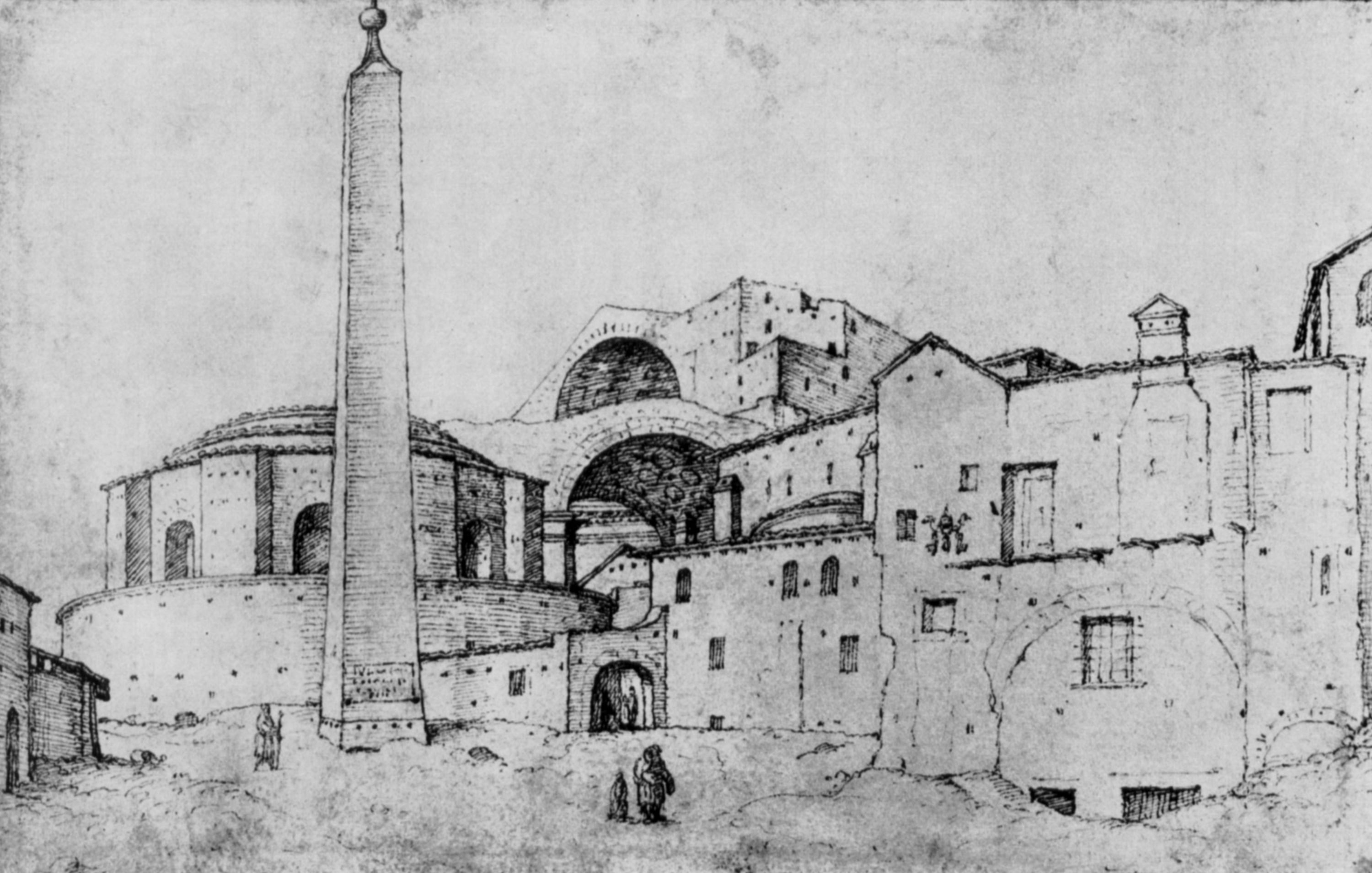
Maarten van Heemskerck, Santa Maria della febbre, davor der vatikanische Obelisk, im Hintergrund der Petersdom im Bau; Zeichnung 1532

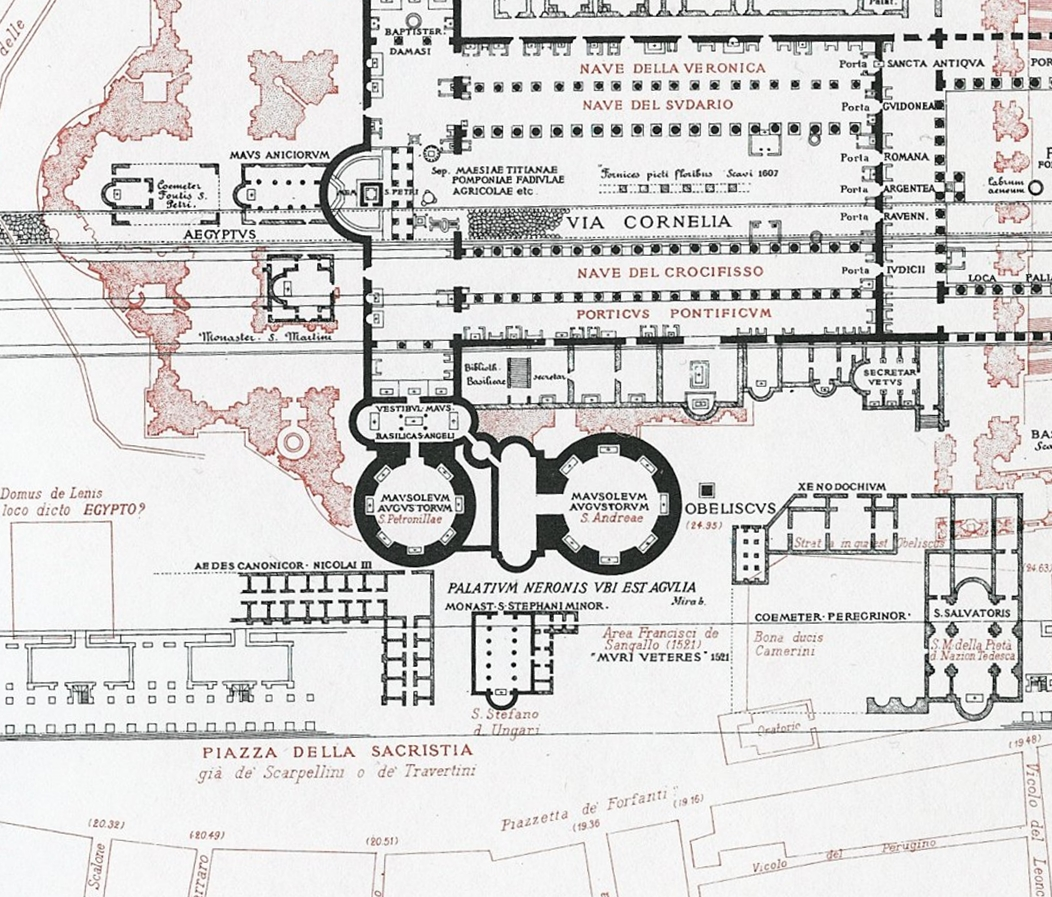
Lageplan der alten Petersbasilika und ihrer Nebengebäude (schwarz) und des neuen Petersdoms (hellrot); im Süden die beiden Rundkirchen (ehemalige Mausoleen), rechts S. Andreae.

Die Kapelle oder Kirche Santa Maria della Febbre war eine Kirche in Rom, die neben der alten konstantinischen Basilika Sankt Peter stand. Ursprünglich handelte es sich bei dem Rundbau um ein kaiserliches Mausoleum. Bei der Umwidmung zu einer christlichen Kirche wurde sie Maria geweiht, die hier, in christlicher Umdeutung der Göttin Febris, als Fieberabwenderin verehrt wurde. Unter anderem fanden die Borgia-Päpste Calixt III. und Alexander VI. hier ihre erste Ruhestätte. Da hier zeitweise die Reliquien des Apostels Andreas aufbewahrt wurden, hieß sie auch Sancti Andreae.
Mit dem Bau des Petersdoms wurde das Gebäude zunächst als Sakristei genutzt. Im späten 18. Jahrhundert wurde es für den Bau der heutigen Sakristei abgerissen.
Aus diesem Grund sind nur historische Abbildungen, Zeichnungen und Skizzen u. a. von Maarten van Heemskerck und Giovanni Battista Piranesi erhalten.